# André Giresse
Pour les articles homonymes, voir Giresse.
André Giresse est un magistrat français, né le 27 décembre 1922 à Moramanga (Madagascar) et mort le 2 février 2006 à Boulogne-Billancourt.

## Biographie
Il est le fils de Jean Giresse, administrateur de la France d'outre-mer, qui fut maire de Tananarive, et de son épouse née Yvonne Dussau.
Après avoir présidé la cour d'appel de Paris, il fut, de 1975 à 1985, président de la cour d'assises de Paris et, à ce titre, a prononcé, le 28 octobre 1980, la dernière condamnation à mort d'un jury d'assises à Paris, à la fin du procès de Philippe Maurice, reconnu coupable de meurtre et de complicité de meurtre de deux policiers, et qui échappa à la guillotine après avoir été gracié par le président François Mitterrand le 25 mai 1981, quelques jours après son entrée en fonctions.
Sur le plan politique, après avoir quitté le Parti socialiste, où il avait milité durant une quinzaine d'années et après avoir, dans le même mouvement, quitté la magistrature en 1985, André Giresse se rapproche du Front national et, à ce titre, apporte son soutien aux candidatures successives de Jean-Marie Le Pen à la présidence de la République, en 1988, 1995 et 2002. Il appartient aussi au comité de patronage de la revue Identité. Il repose au cimetière ancien de Boulogne-Billancourt.

## Publications
- André Giresse et Philippe Bernert, Seule la vérité blesse : l'honneur de déplaire, Paris, Plon, 1991, 436 p. (ISBN 2-259-01544-1 et 978-2259015448).